# Central Equatorial Pacific Experiment
Central Equatorial Pacific Experiment (Eksperyment na Centralnym Pacyfiku Równikowym, w skrócie CEPEX) odbył się w marcu 1993 roku na centralnym Pacyfiku.
CEPEX miał za zadanie zbadanie tzw. hipotezy termostatu, która starała się wytłumaczyć dlaczego maksymalna temperatura oceanu na Ziemi utrzymuje się w granicach 300 K.
Eksperyment zakończył się połowicznym sukcesem, a jego głównym wynikiem była kontrowersyjna hipoteza anomalnej absorpcji chmur opublikowana w czasopiśmie Science w 1995 głosząca, że radiacyjny wpływ chmurowy w tropikach jest o około 1,5 raza większy niż postulowany uprzednio. Hipoteza ta przez wiele lat dominowała dyskusję efektu chmur na klimat.

## Publikacje
- Collins W.D., et al.: The Central Equatorial Pacific Experiment. T. Clouds, Chemistry and Climate. Berlin, Heidelberg: Springer, Berlin, Heidelberg, 1996. DOI: 10.1007/978-3-642-61051-6_7. ISBN 978-3-642-64672-0. Brak numerów stron w książce